# Karolina Gočeva
Karolina Gočeva (en macedonio:Каролина Гочева; Bitola, Macedonia del Norte, 28 de abril de 1980) es una cantante macedonia.
Gočeva representó a su país en el Festival de la Canción de Eurovisión 2002, donde terminó en el 19º lugar y nuevamente en Eurovisión 2007, esta vez en Helsinki con la canción "Mojot Svet". En la semifinal, Karolina calificó junto con otros 9 concursantes a la final, siendo así la primera artista en representar 2 veces a la anteriormente conocida como República de Macedonia en la final del Festival de Eurovisión.

## Biografía
Karolina Gočeva obtuvo su primera gran oportunidad a la edad de 10 años cuando interpretó en el festival de niños "Si-Do" en Bitola y luego en el festival anual "Makfest" del año 1991 en Štip con la canción "Mamo, pušti me" ("Mamá déjame ir"). Su carrera apenas estaba empezando, de modo que ella uso los festivales nacionales para promover su voz y talento. Ella empezó a ser una participante regular en SkopjeFest, debutando en 1994 con una interpretación de la canción "Koj da ti kaže" ("Quien para decirte"). En los siguientes años ella participó con éxito, especialmente en SkopjeFest donde una canción es elegida para ser interpretada en Eurovisión. En 1996, Karolina participó con "Ma ajde kaži mi" ("Vamos, dime") y alcanzó el 9º lugar. En 1998, participó con la canción "Ukradeni nokji" ("Noches robadas") y obtuvo una mejor posición alcanzando el 4º puesto con 10.454 televotos. En el año 2000, Karolina se afilió con la discográfica Avalon Productions que produjo su primer álbum "Jas imam pesna" ("Yo tengo una canción"). Karolina sacó varios sencillos en su primer álbum, incluyendo "Sakaj Me" ("Ámame"), "Bez ogled na se" ("No importa que") y "Nemir" ("Inquieto/a"), canción a dúo con Toše Proeski. Con su primer álbum a la venta, Karolina nuevamente participó en SkopjeFest. Karolina estuvo a punto de ganar pero consiguió la 2º posición con la canción "Za Nas" ("Para nosotros") escrita por Darko Dimitrov, que obtuvo 916 puntos.
Tras promocionarse a través de conciertos y festivales, Karolina publicó su segundo álbum "Zošto Sonot Ima Kraj" ("Porque el sueño tiene un fin") en el año 2002. Karolina adquirió mayor popularidad en la antigua Yugoslavia, cuando interpretó en el festival Sunčane Skale la canción "Kaži Mi" ("Dímelo"). Karolina sacó los sencillos "Ti možes" ("Tú puedes") y "Kje bide se vo red" ("Todo va estar bien") de su 2º disco. En ese mismo álbum ella incluyó versiones en inglés de las canciones tituladas "I'm looking for Jamaica" ("Estoy buscando a Jamaica") "Tú puedes", y "Dímelo". 
Debido a todo esto la cumbre de su éxito en el 2002 llegó cuando fue coronada ganadora de SkopjeFest 2002 con la canción "Od Nas Zavisi" ("De nosotros depende"). Esto le permitió representar a Macedonia delante una audiencia europea. Un poco de polémica rodeó a Karolina sobre el lenguaje de la canción. MKTV sometió la participación de Karolina con la canción en idioma macedonio. Karolina y su discográfica pensaron que esto iba a perjudicar su participación y que Karolina debería cantar en Inglés para una mejor competición con las otras naciones europeas. MKTV empeoró el incidente, amenazando con mandar al 2º finalista de SkopjeFest si Karolina no cantara en macedonio. Por fin la televisora le ofreció la posibilidad de cantar en macedonio y en inglés, pero Karolina terminó rechazando la oferta. En el Festival de la Canción de Eurovisión 2002 terminó en el 19º lugar. En marzo de 2003 salió a la venta su 3º disco, "Znaeš Kolku Vredam" ("Sabes Cuanto Valgo"). Karolina sacó videos musicales de las canciones "Hipokrit" ("Hipócrita"), "Ljubov pod Oblacite" ("Amor bajo las nubes") y "Srescemo se opet" ("Nos encontraremos de nuevo"). Después del 2003 su carrera se amplió para incluir a Serbia, Montenegro, Bosnia y Herzegovina, Croacia y Eslovenia, donde sus discos ahora se ponen en venta. Karolina grabó todas las canciones de su 3º álbum en el lenguaje serbio para atraer un mercado amplio en esa área. Su primer disco en serbio se tituló "Kad zvezde nam se sklope...kao nekada" ("Cuando las estrellas se alineen... como antes").
En el 2005, Karolina de nuevo participó en el festival Sunčane Skale de Herceg Novi. Su canción "Ruža Ružica" ("Roza Roja") se convirtió en un gran éxito instantáneo ubicándola en la 4º posición. Karolina también sacó su nueva canción "Se Lazam Sebe" ("Me estoy engañándome"), que fue escrita por la diva del pop Macedonio Kaliopi. A fines del 2005 salieron a la venta su álbum "Vo Zaborav" ("En Inconsciencia") y la versión serbia "U Zaboravu". A principios de 2007, Karolina grabó un dueto con el popular grupo Serbio Flamingosi titulado "Ti i Ja" ("Tu y Yo").

## Eurovisión 2007
Karolina participó y ganó la competencia de MKTV Macedonian Eurosong con la canción "Mojot svet" ("Mi mundo"). La competencia se llevó a cabo el 24 de febrero de 2007 en el Universal Hall de Skopie. Karolina obtuvo un total de 144 puntos posibles de 144, consiguiendo una victoria arrolladora. Al lograr esto Karolina se convirtió en el primer artista que represente a la República de Macedonia (actual Macedonia del Norte) por partida doble. En la semifinal interpretó "Mojot svet" en la 18.ª posición y logró calificar a la final de Eurovisión. En la final interpretó "Mojot Svet" en la 6º posición después de la finesa Hanna Pakarinen. Su interpretación la ubicó en el 14º lugar con una marca de 73 puntos.

## Discografía

### Álbumes
- Mamo, pušti Me - 1992
- Jas Imam Pesna - 2000
- Zošto Sonot Ima Kraj - 2002
- Znaeš Kolku Vredam - 2003
- Kad Zvezde Nam Se Sklope...Kao Nekada - 2003
- Vo Zaborav - 2005
- U Zaboravu - 2006
- Mojot Svet/My World - 2007
- Makedonsko devojče - 2008
- Makedonsko devojče 2 - 2014

### Sencillos
- Mamo, pušti me - 1991
- Koj da ti kaže - 1994
- Isčekuvanje - 1995
- Ma, ajde kaži mi - 1996
- Tonovi tajni - 1997
- Ukradeni Nokj - 1998
- Čuden Dožd - 1998
- Edna Nok - 1998
- Kako Da Te Otkacam - 1998
- Daj Mi Se - 1998
- Sakaj Me - 1999
- Bez ogled na se - 1999
- Nemir/Pomoži Mi (dueto con Toše Proeski) - 2000
- Za nas - 2000
- Milenium so tebe - 2000
- Ti Možes - 2001
- Jamajka - 2002
- Kje bide se vo red - 2002
- Od Nas Zavisi - 2002
- Štom Sakaš/Kad Volis - 2002
- Hipokrit/Zacaren Krug - 2003
- Ljubov pod oblacite/Ljubov ispod oblaka - 2003
- Srescemo se opet - 2003
- Znaeš Kolku Vredam/Znas Koliko Vredim - 2004
- Se Lažam Sebe/Lažem Sebe - 2005
- Ruža Ružica - 2005
- Vo Zaborav/U Zaboravu - 2005
- Ova Srce Znae/Tesko srcu pada - 2006
- Bela Pesna/Bjela Pesma (dueto con Aki Rahimovski) - 2006
- Umiram Bez Tebe/Umirem bez tebe - 2006
- Ti i Ja (dueto con Flamingosi) - 2007
- Mojot Svet - 2007
- Jedan Dan - 2007
- Kad te nema - 2007
- Ptico malečka - 2008